# Operacja Wiary

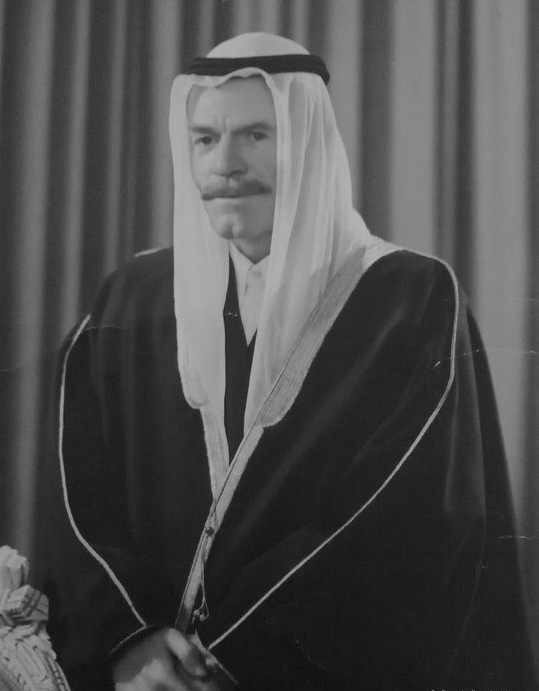
Izzat Ibrahim al-Douri, zaufany doradca Saddama i główny ideolog jego kampanii

Operacja Wiary (arab. ‏الحملة الإيمانية‎, al-Hamla al-Imanijja) – kampania irackiego rządu kierowanego przez Saddama Husajna przeciwko sekularyzacji i laicyzacji kraju, trwająca od końca lat osiemdziesiątych do początku inwazji amerykańskiej na tej kraj. W jej toku doprowadzono do stopniowej islamizacji państwa, światopoglądowo wprowadzając konserwatyzm społeczny. Podczas kampanii zliberalizowano stosunek do sunnickich grup islamistycznych, jak i samej religii, znacznie zwiększono nakład środków na cele religijne (głównie na rzecz wspierania islamu sunnickiego), wprowadzono prawo karne oparte na islamskim szariacie. 
Głównym ideologiem kampanii był Izzat Ibrahim ad-Duri, zaufany doradca Saddama. Ad-Duri wykorzystał kampanię do promocji własnego światopoglądu, bazującego na naukach mistycznego sunnickiego bractwa sufickiego nakszbandijja.

## Tło wydarzeń
Historycznie Partia Baas promowała w kraju ideologię baasizmu, łącząc nurty socjalizmu arabskiego, sekularyzacji i panarabizmu. Jednak kilka lat po przejęciu władzy przez Saddama Husajna kurs ten zmodyfikowano z uwagi na szereg czynników. Wpływ na zmianę polityki miał wybuch rewolucji islamskiej w Iranie, przebieg wojny iracko-irańskiej, a także coraz większy opór ludności, głównie muzułmanów szyickich i Kurdów, wobec rządzącej dyktatorsko arabskiej mniejszości sunnickiej, na który władze odpowiadały, przeprowadzając krwawe kampanie pacyfikacyjne (Operacja Al-Anfal, stłumienie powstań szyitów i Kurdów w 1991 roku). Pod wpływem sankcji gospodarczych nakładanych na kraj pogarszała się jego sytuacja gospodarcza. Wówczas Saddam Husajn postanowił porzucić "zjednoczeniową ideę" dalszej sekularyzacji kraju na rzecz stopniowej jego islamizacji-sunnifikacji. Życie nocne w większych miastach zepchnięto do podziemia, do publicznego systemu oświaty wprowadzono obowiązkową naukę o Koranie i islamie, w 1991 roku dodano takbir do irackiej flagi, w 1994 roku wprowadzono zakaz sprzedaży i spożywania alkoholu w miejscach publicznych, wprowadzono kary wynikające z prawa szariatu, m.in. złodziejstwo zaczęto karać amputacją kończyn. Fedaini Saddama ścięli ponad dwieście kobiet oskarżonych o (uprzednio legalną) prostytucję. Szukając dalszej legitymizacji dla swojej kampanii, Saddam nawet utrzymywał, że jeden z twórców partii Baas, prawosławny chrześcijanin Michel Aflak, przed śmiercią przeszedł na islam, jednak konwersja ta jest kwestionowana. 

## Opozycja i konsekwencje
Plan Saddama nie znalazł szerszego poparcia w aparacie partyjnym. Od samego początku jego krytykami byli m.in. premier Iraku w 1991, Sadun Hammadi (szyita), przyrodni brat Saddama i jeden z jego najbliższych współpracowników, szef irackiej służby bezpieczeństwa Barzan Ibrahim at-Tikriti, a także najstarszy syn dyktatora, Udajj Saddam Husajn. Wszyscy trzej ostrzegali przed islamizacją-sunnifikacją kraju i jej długofalowymi konsekwencjami w postaci dalszej alienacji większości szyickiej, a także rozrostu niebezpiecznych fundamentalistycznych grup sunnickich o profilu wahhabickim.
Kampania odniosła skutki odwrotne do zamierzonych: pogłębiła polaryzację społeczeństwa, wzmacniając jego podział wedle linii etnicznych i religijnych, a także doprowadziła do islamizacji i radykalizacji zsekularyzowanych mas, które uprzednio wyznawały umiarkowany islam. Jednym z celów kampanii było infiltrowanie fundamentalistycznych meczetów sunnickich, tymczasem większość agentów państwowych oddelegowanych do tego zadania stopniowo sama uległa wahhabickiej radykalizacji. 
Po inwazji sił koalicji w 2003 roku, przytłaczająca większość byłych członków zdelegalizowanej partii Baas i zwolenników Saddama przystąpiła do zbrojnej walki przeciwko zdominowanemu przez szyitów, Kurdów i chrześcijan rządowi w Bagdadzie. Większość z nich wstąpiła w szeregi terrorystycznych organizacji radykalnie sunnickich, takich jak Al-Ka’ida, następnie tworząc Państwo Islamskie. Jednym z wielu sławniejszych wyższych rangą ludzi z osobistego kręgu Saddama którzy stali się sunnickimi dżihadystami jest Abd Allah al-Dżanabi, który został wahhabickim duchownym i zasiada w radzie religijnej przy liderze PI. Innym jest Abu Muslim at-Turkumani, przed 2003 generał irackiej armii, a w latach 2014-2015, do śmierci, członek rady opracowującej strategię wojskową PI, nazywany zastępcą samozwańczego kalifa Abu Bakra al-Baghdadiego. Źródła CIA mówią o tym, iż praktycznie cały zarząd Państwa Islamskiego, razem z jego radą religijną, bazuje na byłych ludziach Saddama, naliczono ich do tej pory 160. Amatzia Baram podsumowuje powstanie Państwa Islamskiego w swojej książce pisząc wprost, iż "PI jest tworem (polityki) Saddama."